# IC 236
IC 236 је спирална галаксија у сазвјежђу Кит која се налази на листи објеката дубоког неба у Индекс каталогу.
Деклинација објекта је - 0° 7' 51" а ректасцензија 2h 32m 55,8s. Привидна величина (магнитуда) објекта IC 236 износи 16,0 а фотографска магнитуда 16,8. IC 236 је још познат и под ознакама NPM1G -00.0095, PGC 1151183.